# Charles Portal

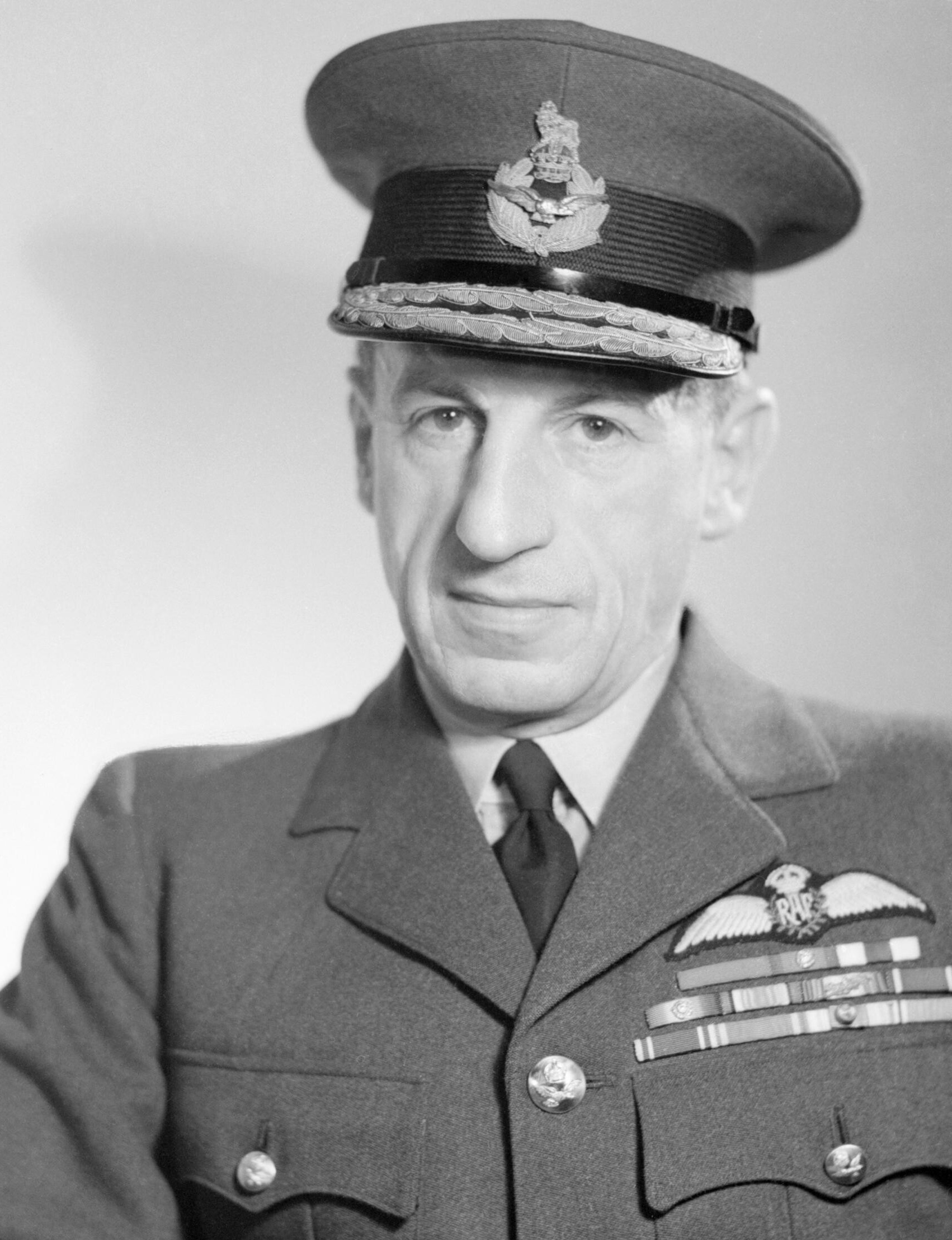
Sir Charles Portal

Charles Frederick Algernon Portal, 1e burggraaf van Portal of Hungerford, Marshal of the Royal Air Force (Hungerford, 21 mei 1893 – 22 april 1971) was een Britse officier in de Royal Air Force en was een pleitbezorger voor strategische bombardementen. Hij was de Chief of the Air Staff tijdens bijna de gehele Tweede Wereldoorlog.  

## Eerste jaren
Portal studeerde rechten aan de Winchester College en Christ Church, Oxford. Portal wilde advocaat worden maar maakte zijn opleiding niet af en werd in 1914 soldaat.

## Eerste Wereldoorlog
Aan het begin van de Eerste Wereldoorlog ging Portal bij het Britse leger en werd toegevoegd aan de gemotoriseerde sectie van de Royal Engineers aan het Westfront. Portal werd snel benoemd tot korporaal na zijn toetreding tot het leger en enige weken later werd hij tot tweede luitenant benoemd. In december 1914 werd hem het commando gegeven over alle ruiters van de 1st Corps Headquarters Signals Company.
In 1915 vertrok Portal naar de Royal Flying Corps en studeerde in april 1916 af als piloot en werd toegevoegd aan de No. 60 Squadron. Hij diende eerst als verkenner en als luchtmachtofficier. In juni 1917 werd hij tijdelijk gepromoveerd tot majoor en hem werd het bevel gegeven over de No. 16 Squadron en in juni 1918 gepromoveerd tot tijdelijk luitenant-kolonel en het bevel gegeven over de No. 24 Wing. Hij verkreeg in 1917 de Orde van Voorname Dienst (DSO) met een gesp en in 1918 de Military Cross. In april 1918 werd hij een officier in de nieuw gevormde Royal Air Force. In juli 1919 werd hij definitief benoemd in de rang van majoor (kort Squadron Leader).

## Interbellum
Na de oorlog voerde Portal het bevel over de No. 7 Squadron RAF en concentreerde zich op het verbetering van de bommenprecisie. Hij promoveerde in 1931 tot Group Captain en in 1934 werd hij benoemd tot commandant van de Britse troepen in Aden waar hij de lokale stammen door luchtsterkte in toom te houden.
In januari 1935 promoveerde hij tot air commodore en in juli 1937 promoveerde hij tot Air Vice Marshal toen hij benoemd werd als directeur van Organisatie in het ministerie van Luchtvaart. Vlak voor de uitbraak van de Tweede Wereldoorlog kreeg hij het bevel om dertig nieuwe luchtmachtbases te vestigen in Groot-Brittannië.

## Tweede Wereldoorlog
Aan het begin van 1939 werd Portal benoemd tot Air Member for Personnel in de Air Council. Tijdens het uitbreken van de Tweede Wereldoorlog werd hij Air Marshal en werd in april 1940 benoemd tot opperbevelhebber van Bomber Command.
Portal pleitte voor strategische gebiedsbombardementen op Duitse industriële gebieden in plaats van om speciale fabrieken en centrales te bombarderen. Op 25 augustus 1940 gaf hij voor het eerst bevel om Berlijn te bombarderen. Hierdoor beval Hermann Göring het bombardement van Londen, The Blitz begon. Premier Winston Churchill was onder de indruk van de strategie van Portal en Portal werd in juli 1940 geridderd.
In oktober 1940 werd Portal benoemd tot Chief of the Air Staff met als rang van Air Chief Marshal. Deze benoeming zorgde ervoor dat binnen de RAF een aantal hogere officieren onder hem kwamen te staan. Hij bleef bijna de gehele oorlog op deze positie. 
Hij raakte onmiddellijk betrokken bij de controverse over de Big Wing dat resulteerde in de verwijdering van Hugh Dowding als hoofd van RAF Fighter Command. Hij concentreerde zich op de verbetering van de navigatiesystemen van de bommenwerpers  en hulp bij de bombardementen en de vergroting van de kracht van de bommen. In augustus 1941 ontving hij een verslag over de relatieve inefficiëntie van RAF over de bombardementen overdag de bombardementen op een voorgesteld gebied bombardementen in de nacht. Hij verving hierdoor het hoofd van Bomber Command Air Chief Marshal Richard Peirse met Arthur Harris.
Portal vergezelde Churchill bij alle conferenties en maakte een goede indruk op de Amerikanen. In januari 1943 tijdens de Conferentie van Casablanca koos de Combined Chiefs of Staff om de coördinatie van de bommenwerpers van zowel de Verenigde Staten als Groot-Brittannië in een gecombineerde bombardementsoffensief op Duitsland op zich te nemen. De eenheden werden tijdens Operatie Overlord overgeheveld naar generaal Dwight D. Eisenhower; maar toen de controle terugkeerde naar de Combined Chiefs pleitte Portal nog steeds om Duitse steden te bombarderen in plaats van specifieke gebieden.
In juni 1944 werd hij bevorderd tot Maarschalk van de Royal Air Force en nam in februari 1945 deel aan de Conferentie van Jalta. Vroeg 1944 veranderde de kijk van Portal op de strategische bombardementen. In maart 1945 gaf Churchill het bevel om de strategie van strategische bombardementen van Portal te stoppen na het bombardement op Dresden.
Hij ontving veel onderscheidingen waaronder de Amerikaanse Army Distinguished Service Medal.

## Na de oorlog
Na de oorlog in 1945 ging Portal met pensioen en op 17 september 1945 werd voor hem de peerage Portal of Hungerford gecreëerd en op 28 januari 1946 werd hij Viscount Portal of Hungerford. Van 1946 tot 1951 was hij Controller van Productie (Atoomenergie) bij het ministerie van Bevoorrading.
Hij werd gekozen tot voorzitter van British Aluminium. In 1960 werd hij gekozen tot voorzitter van de British Aircraft Corporation.

## Onderscheidingen
- Ridder in de Orde van de Kouseband
- Ridder Grootkruis in de Orde van het Bad
- Order of Merit
- Orde van Voorname Dienst en gesp
- Military Cross
- Army Distinguished Service Medal (Verenigde Staten)